# Gouvernement al-Qalyubiyya
Al-Qalyubiyya (arabisch محافظة القليوبية Muhāfazat al-Qalyūbīya, DMG Muḥāfaẓat al-Qalyūbīya, ägyptisch-Arabisch Muḥāfẓet El Alyobeya), auch Qalyubia, ist ein Gouvernement in Ägypten und liegt im südlichen Nildelta.
Es grenzt im Norden an das Gouvernement al-Gharbiyya, im Osten an das Gouvernement asch-Scharqiyya, im Süden an das Gouvernement al-Qahira und im Westen an das Gouvernement al-Minufiyya. Das Verwaltungszentrum ist Banha. Das Gouvernement hat 5.627.420 Einwohner.

## Wirtschaft
Qalyubiyya ist bekannt für seine landwirtschaftliche Produktion von Feldfrüchten, Obst und Gemüse. Zu den wichtigsten Anbauprodukten gehören Mais, Baumwolle, Weizen, Zitrusfrüchte, Bananen, Orangen und Aprikosen. Qalyubiyya ist zudem das führende ägyptische Gouvernement in der Produktion von Geflügel und Eiern.

## Töchter und Söhne
- Mustafa Chalil (1920–2008), Politiker, ägyptischer Premierminister 1978–1980